# Bandet og Den Uskyldige Morder
Bandet og Den Uskyldige Morder er det elfte studiealbum fra det dansk pop-rockorkester Moonjam. Det blev udgivet i 2011.

## Spor
1. "Du' Den Eneste I Verden"
2. "Den Uskyldige Morder"
3. "Midnatsmesse"
4. "Mørke Mørkeblå"
5. "Amanda Monday"
6. "Brændemærket"
7. "Den Yderste Ø"
8. "Kuren"
9. "Vejen Ud" (Instr.)
10. "Om Lidt Er Du Fri" (Instr.)